# New Zealand Post Office

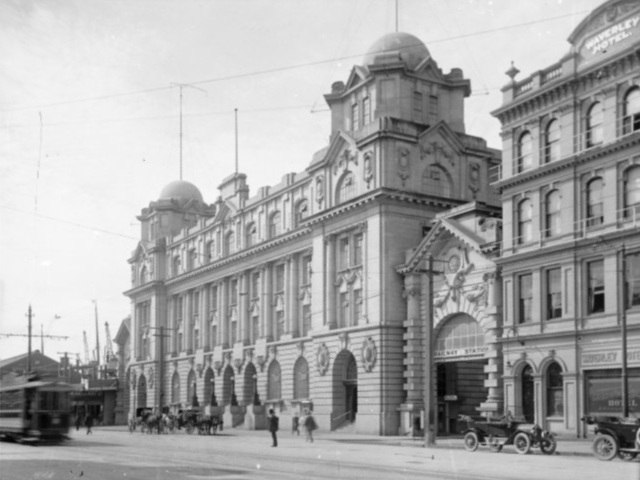
Gebäude des alten New Zealand Post Office in Auckland, Baubeginn 1909, 1912 eingeweiht und bis 1988 als Hauptpostamt genutzt.

Das New Zealand Post Office (NZPO) war bis zum 31. März 1987 eine neuseeländische Behörde, die für den gesamten Postverkehr und den Bereich der Telekommunikation im Lande verantwortlich war und zusätzlich neben Bankgeschäften u. a. auch noch Dienstleistungen im Bereich der Personen- und Fahrzeugregistrierung wahrnahm. Der Hauptsitz der Behörde war Wellington.
Die Behörde wurde im Zuge der Privatisierung öffentlicher Aufgaben und staatlicher Unternehmen mit Wirkung vom 1. April 1987 in die folgenden drei eigenständigen Unternehmen
- New Zealand Post Limited (NZPost)
- Telecom New Zealand Limited (Telecom)
- Post Office Bank Limited (Postbank)

aufgespaltet. Grundlage dafür war der Postal Services Act 1987.
Die New Zealand Post verblieb als State-Owned Enterprise (SOE) im staatlichen Besitz.

Die New Zealand Telecom wurde 1990 an die Bell Atlantic und die Ameritech, einem Tochterunternehmen der AT&T verkauft.

Die Post Office Bank ging 1989 an die Australia and New Zealand Banking Group (ANZ).

## Geschichte
Das erste offizielle Postamt in Neuseeland wurde im Jahr 1840 in Kororāreka, dem heutigen Russell eröffnet, dem Jahr, als William Hobson als frisch ernannter Vizegouverneur der neuen Kolonie nach Neuseeland kam und Kororāreka zu seinem vorläufigen Sitz machte.
Als Anfang 1841 Neuseeland, was bis zu diesem Zeitpunkt unter der Verwaltung des Gouverneurs von New South Wales gestanden hatte, eine eigenständige britische Kolonie wurde und Hobson seinen Sitz nach Auckland verlegt hatte, begann er das Postwesen zu organisieren. Doch 18 Monate später, am 1. September 1842, übernahm das British Post Office die Kontrolle über den neuseeländischen Postverkehr.
Im Jahr 1845 gab es bereits acht Postämter in der neuen Kolonie. Als Neuseeland 1852 mehr Selbstverwaltung zugesprochen bekam und zwei Jahre später seine erste Generalversammlung abhielt, zählte das Land knapp zwei Dutzend Postämter für rund 40.000 Einwohner. Nachdem mit dem Local Posts Act of 1856 die Provinzregierungen das Recht bekommen hatte, Postämter zu eröffnen, sollte sich die Zahl der Postämter schnell ändern. Mit dem Post Office Act of 1858 wurde das Postwesen noch einmal reorganisiert und erstmals ein eigener Postmaster General berufen, der die Entwicklung des Postwesens im Land wieder zentralisierte.
Das neue Gesetz und die Goldfunde (siehe auch: Goldrausch in Otago) ließen die Zahl der Postämter sprunghaft ansteigen. 1860 gab es 107 Ämter, und 20 Jahre später zählte man schon 856 im gesamten Land. Ab 1860 wurde der Briefträgerdienst eingeführt und Postfächer in den Postämtern. Mit dem Jahr 1863 konnte man sich erstmals auch Geld im Postamt beschaffen, ein Dienst, der dazu führte, dass 1867 die Post Office Savings Bank innerhalb des Post Office öffnete.
1881 wurde das 1863 gegründete Electric Telegraph Department, welches das Auckland Military Network übernommen hatte und 1866 erstmals telegrafisch Wellington mit Auckland verband, mit dem Post Office Department zum New Zealand Post & Telegraph Department zusammengelegt. Von diesem Zeitpunkt an gab es Post-, Telegrafen- und Gelddienste aus einer Hand. Später wurde die neue Behörde in New Zealand Post Office umbenannt.
1879 wurde das erste öffentliche Telefon im Postamt in Port Chalmers eröffnet. Doch der Boom eigene Telefonanschlüsse zu haben, kam erst nach der Jahrhundertwende. 1930 zählte das New Zealand Post Office rund 125.000 Kunden. 1950 hatte sich die Zahl bereits verdreifacht und nur 10 Jahre später hatten über 686.000 Kunden einen Telefonanschluss.
Das New Zealand Post Office, das in das 20. Jahrhundert mit über 1.700 Postämtern gegangen war, übernahm schrittweise mehr und mehr Aufgaben. Mit der Registrierung von Geburten, Vermählungen und Todesfällen, mit der An-, Ab- und Ummeldung von Fahrzeugen, mit der Entgegennahme von Fernseh- und Fischereilizenzgebühren, mit der Anmeldung und Registrierung von Wählern zu den unterschiedlichsten politischen Wahlen und mit der Auszahlung und Verwaltung von Renten, übernahm das Postamt über die Jahre hinweg wichtige kommunale Funktionen und staatliche Aufgaben und war damit für die Menschen mit einer der wichtigsten Anlaufstellen in der Kommune. Sogar Vermählungen konnten von dem Postmaster des jeweiligen Postamtes vorgenommen werden und das Sammeln von Wetterdaten für das Meteorological Office, sowie die Weitergabe von Wetterdaten über das Postamt an die Bürger, demonstrierte wieder einmal die Bandbreite ihrer Aufgaben.
1987 kam dann das Ende dieser Behörde. Im Zuge der Privatisierung, ausgelöst durch die Labour Regierung unter Premierminister David Lange, wurde die Behörde aufgelöst, in seine drei Geschäftsbereiche Post, Telekommunikation und Finanzen aufgeteilt und in eigenständige Staatsunternehmen mit Gewinnmaximierung überführt.